# هوبير كريمر
هوبير كريمر (بالألمانية: Hubert Cremer)‏ (و. 1897 – 1983 م) هو رياضياتي ألماني، ولد في ميونخ، توفي عن عمر يناهز 86 عاماً.

## جوائز
حصل على جوائز منها:

وسام صليب القائد من رتبة استحقاق من جمهورية ألمانيا الاتحادية